# Colonies mennonites du Terek
Les colonies mennonites du Terek (en russe, Терские меннонитские колонии) formaient des regroupements de populations allemandes mennonites qui exploitaient des terres agricoles de Ciscaucasie le long du Soulak, au sud de la plaine koumyke dans l'actuel Daghestan (fédération de Russie). Ils s'y sont installés à partir de 1901. Leurs villages dépendaient de l'oblast du Terek.

## Histoire
C'est en 1901 que des mennonites originaires d'Halbstadt (dans l'actuelle Ukraine) dans le gouvernement de Tauride achètent 66 960 acres de terres appartenant aux frères Lvov, le prince Alexandre Nikolaïevitch Lvov et le prince Constantin Nikolaïevitch Lvov, situées dans les steppes bordant le Soulak. Treize colonies agricoles sont fondées, puis deux autres en 1904, regroupant 3 400 Allemands originaires des gouvernements de Tauride, d'Ekaterinoslav et de Kherson, qui s'ajoutent aux autres Allemands du Daghestan venus exploiter les terres de la plaine koumyke. Chaque famille reçoit en moyenne 108 acres et chaque colonie regroupe de 25 à 35 foyers. Le noyau de colonisation se situe à Nikolaïevka no 9. Les colonies prospèrent rapidement, chacune possédant son chef de village avec un conseil de village.
Après la révolution d'Octobre et le début de la guerre civile russe, les villages sont systématiquement razziés et incendiés par des Tchétchènes et des Nogaïs voulant chasser les « infidèles » de ces contrées. Le bétail est décimé, des colons assassinés et les maisons pillées et incendiées. Ne pouvant espérer aucune aide des autorités locales impuissantes, les colons fuient leurs villages et les campagnes du Daghestan. Un premier flot de réfugiés arrive à Khassaviourt le 8 février 1918. Ils sont évacués du Daghestan dix jours plus tard. Certains s'installent dans d'autres régions du Caucase.
Après la prise du pouvoir des Bolchéviques et le retour à l'ordre en 1920, les autorités locales du Daghestan décident du retour des colons, leur garantissant la sécurité et l'exploitation de leurs terres. Une soixantaine de familles reviennent en 1921, puis quarante-cinq l'année suivante. Elles s'installent dans les colonies no 1, 2, 3, 4, 5 et 9. Mais les colons ne retrouvent que des ruines qu'il faut rebâtir. Cependant quelques incursions tchétchènes se répètent. En 1925, la plupart des mennonites quittent leurs maisons et la majorité d'entre eux émigre au Canada.
Ceux qui restent sont déportés au Kazakhstan avec les autres Allemands du Daghestan à la suite du décret secret no 827 du comité central ordonné par Staline, le 22 octobre 1941.

## Portrait socio-économique
Les colonies mennonites figurent parmi les plus prospères de celles de Ciscaucasie et de la région du Terek. Elles avaient leur propre système de lutte contre les incendies, la colonie Nikolaïevka no 9 possédait un foyer pour l'enfance dirigé par Heinrich Günter, puis par un certain Schmidt. La colonie de Talma possédait sa propre pharmacie dirigée par K. Fast et F. Enss. Des dispensaires sont ouverts dans plusieurs villages qui servent également de maternités. Les premiers accoucheurs et sages-femmes de ces colonies mennonites étaient A. Funk, G. Varkentin, et Margaretta Fast.
Au tout début, l'instruction des enfants se fait à domicile, puis on ouvre un « Lehrerkollegium », conseil scolaire dirigé par K. Penner. Le conseil scolaire était composé de Franz Enss, Bernhard Fast et Heinrich Sukkau. La première école primaire ouvre en 1901, puis d'autres écoles moyennes ouvrent à Nikolaïevka et à Constantinovka. En 1902, c'est au tour de Khartch, de Taranovka, de Soulak, de Pretoria, d'Ostheim et de Müdelburg. En 1904, des écoles ouvrent à Talma et à Marianovka ; en 1907 à Alexandrovka, Vanderloo, Kamychliak et Rohrbach.
Les terres achetées par les colons sont peu productives, formées de steppes et de solontchaks, car elles se situent dans une zone particulièrement sèche. Aussi les colons décident-ils de la construction de deux canaux, Talma et Richard (aujourd'hui Tersakan) prenant leurs eaux du Soulak. Cela permet de faire deux moissons par an. On y cultive le blé, l'orge, l'avoine, la betterave à sucre et des légumes.
De plus, cette zone est infestée par la malaria et le typhus en 1905, épidémie due à des inondations qui tue 105 personnes. Les colons font donc construire des digues pour empêcher les inondations.
Comme les colonies mennonites sont aux croisements de routes commerciales vers Khassaviourt et Petrovsk-Port, elles ouvrent aussi des magasins et de grandes épiceries, comme à Talma où le magasin est tenu par Johann Derxen, à Khartch où le magasin est tenu par Daniel Boschmann, ou à Rohrbach où le magasin est tenu par Jakob Rempel. Il y avait aussi un grand magasin à Nikolaïevka tenu par les frères Cornelius et Franz Teuss, et une filiale de la banque d'État ouverte en 1912.
Des moulins sont construits par les mennonites à Talma (appartenant à Johann Nickel) et à Nikolaïevka (appartenant à David Classen), ainsi que des briqueteries, des forges et divers ateliers d'artisans.
Les colonies ont été visitées deux fois par les gouverneurs successifs de l'oblast du Terek, A.S. Mikheïev et S.N. Kleimer, en 1908 et en 1913.

## Vie religieuse
Il existait deux congrégations de mennonites : l'« Église des mennonites » et l'« Église des frères mennonites du Terek ». La première a été fondée en 1902, sa première maison de prières se construisant à Khartch et la deuxième en 1908 à Müdenburg. Cette congrégation regroupait 1 078 fidèles dirigés par le pasteur Franz Enss. Le conseil pastoral était composé de Wilhelm Sudermann, Dietrich Derxen, Cornelius Fast, Bernhard Fast, et Dietrich Classen et plus tard de Heinrich Balzer, Gerhard Weins, Heinrich Reger, Jakob Berg, Benjamin Evert, Cornelius Classen et Johann Duc.
La seconde congrégation a été fondée en 1901. Sa maison de prière se trouvait à Talma et ses pasteurs successifs furent Jakob Derxen et H. Schmidt. Le conseil pastoral était composé de Cornelius Wittenberg, David Wolk, Gerhard Weins, Gerhard Sukkau et Johann Lupp.
Les deux congrégations ont été liquidées en 1923.

## Liste des colonies mennonites
| Noms des colonies               | Nombre d'habitants en 1918 | Nom des localités aujourd'hui |
| ------------------------------- | -------------------------- | ----------------------------- |
| Vanderloo no 1                  | 120                        | Lvovskoïe no 1                |
| Khartch no 2 (Lvov no 1)        | 120                        | Lvovski no 2                  |
| Talma no 3                      | 130                        | Lvovski no 3 (Tourzine)       |
| Constantinovka no 4             | 150                        | Lvovski no 4 (Arialou)        |
| Soulak no 5                     | 140                        | Lvovski no 5                  |
| Alexandrovka no 6               | 120                        | Lvovski no 6                  |
| Marianovka no 7                 | 140                        | Lvovski no 7                  |
| Rohrbach no 8 (Tatianovka no 8) | 147                        | Lvovski no 8                  |
| Nikolaïevka no 9                | 120                        | Lvovski no 9                  |
| Müdelburg no 10                 | 150                        | Lvovski no 10                 |
| Pretoria no 11                  | 150                        | Lvovski no 11                 |
| Ostheim no 12                   | 150                        | Lvovski no 12                 |
| Taranovka no 13                 | 150                        | Lvovski no 13                 |
| Kamychliak no 14                | 150                        | Lvovski no 14                 |
| Kaplan no 15                    | 150                        | Lvovski no 15                 |
| Agrakhan no 16                  | 200                        | Lvovski no 16                 |
| Aktach no 17                    | 60                         | Lvovski no 17                 |

## Source
- (ru) Cet article est partiellement ou en totalité issu de l’article de Wikipédia en russe intitulé « Терские меннонитские колонии » (voir la liste des auteurs).